# Erzsébet Filippina Mária francia királyi hercegnő
Madame Erzsébet Filippina Mária Ilona (franciául: Élisabeth Philippine Marie Hélène, ismert francia névváltozata alapján Madame Élisabeth; Versailles, Francia Királyság, 1764. május 3. – Párizs, Francia Köztársaság, 1794. május 10.), Bourbon-házi francia királyi hercegnő, XVI. Lajos francia király legfiatalabb húga, aki a francia forradalom idején mindvégig a királyi családdal maradt, ezért 1794-ben a Forradalmi Törvényszék hazaárulás vádjával guillotine általi halálra ítélte és a Forradalom terén kivégezték. A római katolikus egyház mártírként tekint rá, és Isten szolgájaként tiszteli.

## Ifjúkora

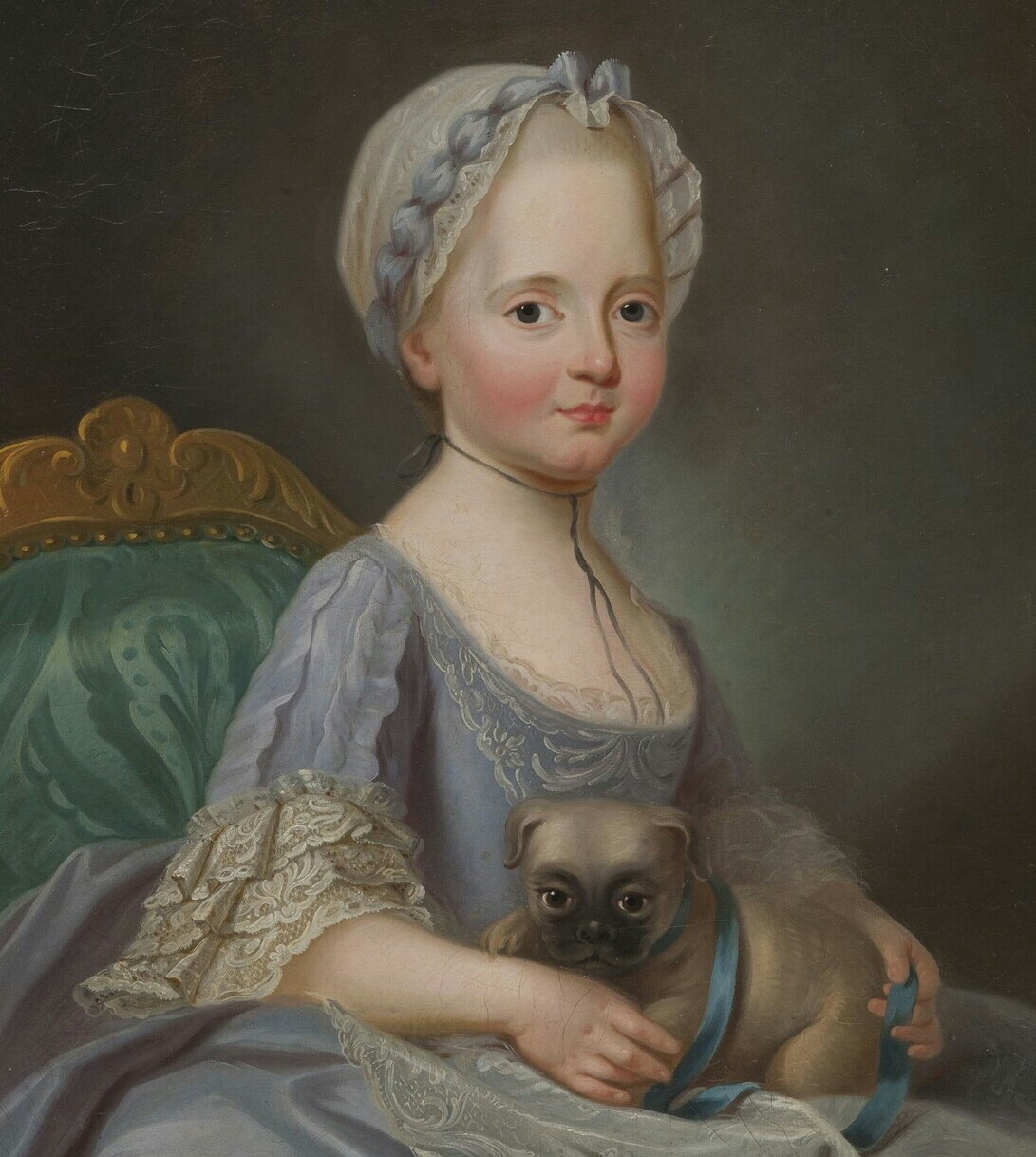
Az ifjú Erzsébet hercegnő a francia Joseph Ducreux 1768-as munkáján (Versailles-i kastély)

Erzsébet királyi hercegnő 1764. május 3-án született a versailles-i kastélyban a francia Bourbon-család tagjaként. Ő volt Lajos Ferdinánd dauphin és Szászországi Mária Jozefa legkisebb gyermeke. Apai nagyszülei XV. Lajos francia király és a lengyel Leszczyńska Mária királyné, míg anyai nagyszülei II. Frigyes Ágost szász választófejedelem és lengyel király és Ausztriai Mária Jozefa főhercegnő voltak.
Édesapja 1765 decemberében bekövetkezett váratlan halálával Erzsébet legidősebb életben maradt fivére, Lajos Ágost, Berry hercege lett Viennois dauphinje, azaz nagyapjuk, a király örököse. Édesanyja nem sokkal ezt követően, 1767 márciusában halt meg tuberkulózis következtében. A két éves korára árván maradt Erzsébetnek négy életben maradt testvére volt: Lajos Ágost dauphin, Lajos Szaniszló, Provence grófja, Károly Fülöp, Artois grófja és Mária Klotild hercegnő. Négy éves korától nevelését nővérével, Mária Klotilddal együtt Rohan-Soubise herceg nővére, Madame de Marsan és nevelőnői vették át.

## Későbbi élete

### Visszavonultságban
A francia királyi udvar több kísérletet is tett a fiatal Erzsébet hercegnő rangjához illő kiházasítására, azonban a próbálkozások sorra kudarcot vallottak. Miután a gyermektelen II. József német-római császárral, majd Aosta hercegével (a későbbi I. Viktor Emánuel szárd–piemonti király) tervezett házassága is meghiúsult, a magányos hercegnő Montreuil-i vidéki rezidenciájába költözött, ahol visszavonultan élt. Itt érte a hír 1789-ben a francia forradalom kitöréséről is. Miközben a francia nemesek legnagyobb része elhagyta az országot, Erzsébet úgy döntött, Franciaországban marad, és támogatja bátyját, XVI. Lajost és annak családját. Ennek érdekében 1789-ben visszatért Versailles-ba, és beköltözött a királyi palotába.

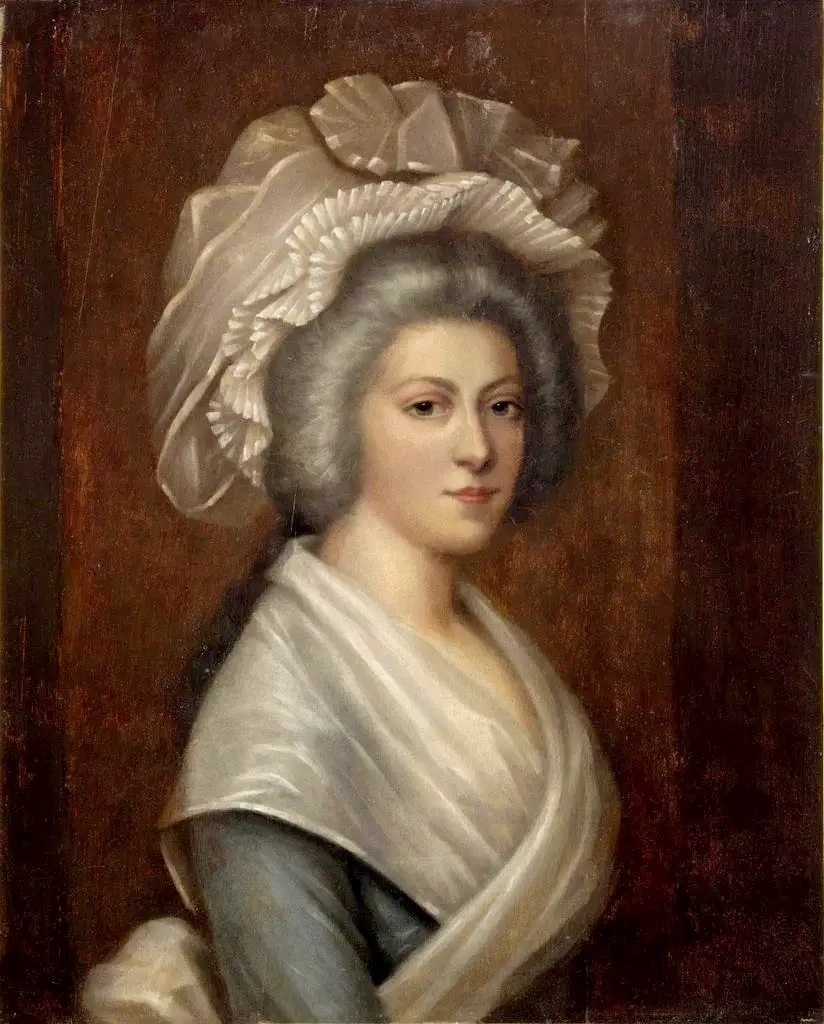
Madame Elisabeth a Temple-ben (Alexandre Kucharski festménye, 1792)

### Szerepe a forradalomban
Erzsébet 1789. október 6-án hajnalban a versailles-i kastélyban tartózkodott, amikor a párizsi külvárosi asszonyokból álló tömeg a testőrségen áttörve betört a palotába. A királyi családdal együtt arra kényszerült, hogy a tomboló tömeg kíséretében Versailles-ból Párizsba költözzön át.
1791. június 20-án ő is abban a hintóban ült, amellyel a királyi család titokban Párizsból Bécsbe akart szökni. A menekülést azonban rosszul szervezték meg. A menekülőket álruhájuk ellenére a lotaringiai Varennes-ben felismerték, feltartóztatták, majd megalázó körülmények között visszavitték Párizsba.

### Utolsó évei, halála
A Tuileriák ostroma idején a palotában tartózkodott, 1792. augusztus 13-án a királyi családdal együtt őrizetbe vették, és a Temple börtönébe zárták. Bátyját, XVI. Lajost 1793. január 21-én, sógornőjét, Mária Antoinette királynét október 16-án végezték ki. A királyi pár kivégzése után úgy tűnt, mintha megfeledkeztek volna Erzsébetről és unokahúgáról, a 15 éves Mária Terézia hercegnőről, Fouquier-Tinville ügyész azonban nem veszítette szem elől Erzsébetet, és 1794. május 9-én, a hercegnő 30. születésnapja után hat nappal, a Forradalmi Törvényszék elé állíttatta. Azokkal a hamis vádakkal, melyek szerint részt vett a Bourbonok összeesküvéseiben és a koronagyémántok ellopásában, halálra ítélték, és 1794. május 10-én Párizsban kivégezték.

### A boldoggá avatás és a szentté avatás oka
1953-ban XII. Piusz pápa rendelettel ismerte el erényeinek hősies jellegét pusztán vértanúsága miatt. A hercegnőt Isten szolgájának nyilvánították, és a boldoggá avatás ügyét Maurice Feltin bíboros, párizsi érsek hivatalosan 1953. december 23-án mutatta be. 2016-ban André Vingt-Trois bíboros, párizsi érsek újraaktiválta boldoggá avatásának okát. Xavier Snoëk atyát, a Sainte-Élisabeth-de-Hungary plébánia lelkészét kinevezték az ügy posztulátorává (a templom a régi templomnegyedben található templom, ahol a hercegnőt börtönbe zárták), 2017 májusában pedig elismerte a hűséges hirdetők szövetségét. ügyükből. 2017. november 15-én Vingt-Trois bíboros, miután konzultált a Francia Püspöki Konferenciával és a Római Szentek Ügyeinek Kongregációjának nihil obstatjával, reméli, hogy a folyamat Madame Elisabeth, Louis nővérének szentté avatásához vezet XVI.

## Forrás
1. ↑  1794. faithweb.com. [2017. december 1-i dátummal az eredetiből archiválva]. (Hozzáférés: 2017. május 10.)
2. ↑  Bienvenue sur le site de la paroisse Sainte-Élisabeth-de-Hongrie. sainteelisabethdehongrie.com. (Hozzáférés: 2017. május 10.)
3. ↑  Barrett, David V.. „French bishops approve opening of Cause for King Louis XVI’s sister”, Catholic Herald, 2017. november 10.. [2019. április 18-i dátummal az eredetiből archiválva] (Hozzáférés: 2020. október 21.)